# آاگ سی.۱
آاگ سی. ۱ (به انگلیسی: AEG C.I) یک هواگرد ساختِ کارخانهٔ آاگ در کشور آلمان است. نخستین استفاده‌کنندهٔ این هواپیما Imperial German Flying Corps بوده‌است.